# Eudald Puntí

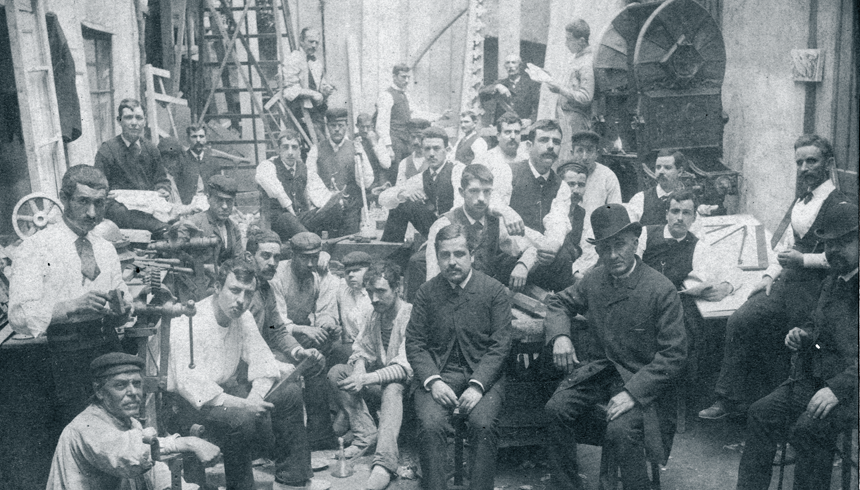
Taller de Eudald Puntí. En el centro, Antoni Gaudí; a su lado, con sombrero, Puntí

Eudald Puntí i Gorchs (Sant Feliu de Torelló, c. 1817-Barcelona, 6 de mayo de 1888) fue un ebanista español, conocido sobre todo como colaborador de Antoni Gaudí. 

## Biografía
Tenía su taller en la calle Cendra n.º 8 de Barcelona, justo al lado del taller del escultor Llorenç Matamala, otro colaborador de Gaudí. Además de la madera, trabajaban el hierro fundido y el cristal tallado, así como la escultura. En su época de estudiante, Gaudí frecuentó a menudo este taller, donde aprendió los rudimentos de la carpintería, la ebanistería, la forja, la vidriería y la cerámica. Fue aquí donde realizó su primer diseño en mobiliario, un pupitre de madera con aplicaciones de metal que tenía como escritorio en su taller de la Sagrada Familia, y que fue destruido en el incendio de 1936. También en este taller se confeccionaron las farolas que diseñó para la Plaza Real de Barcelona, así como la Vitrina Comella (ambos proyectos de 1878).
Posteriormente, Puntí trabajó con Gaudí en el mobiliario de la capilla-panteón para el Palacio de Sobrellano del Marqués de Comillas (1878), así como en el quiosco de madera, hierro y vidrio diseñado por el arquitecto para la visita de Alfonso XII a Comillas, por invitación del marqués (1881). Realizó también el ostensorio para la capilla del Colegio de Jesús-María de Tarragona (1880-1882). En la Casa Vicens (1883-1885) realizó algunos trabajos en madera, así como unas puertas correderas entre el comedor y la tribuna según un sistema de ruedas sobre carril patentado por él mismo, llamado Sistema Privilegiado Puntí. También trabajó en el mobiliario y la decoración interior del Palacio Güell (1886-1889).
Por consejo de Gaudí, a su fallecimiento legó su taller de construcción a Planas y Queraltó, y su taller de decoración a Casas y Bardés.